# Conflito fronteiriço entre Djibuti e Eritreia
O conflito fronteiriço entre as forças do Djibuti e da Eritreia ocorreu entre 10 de junho e 13 de junho de 2008. Foi desencadeado pela tensão iniciada em 16 de abril de 2008, quando o Djibuti informou que as forças armadas da Eritreia haviam penetrado em território djibutiano e cavado trincheiras em ambos os lados da fronteira. A crise se aprofundou quando confrontos armados irromperam entre as duas forças armadas na região de fronteira em 10 de junho de 2008.  Durante o conflito, a França forneceu apoio logístico, médico e de inteligência ao Djibuti, mas não participou de combate direto.

## Antecedentes
O acordo vigente de fronteira datado de 1900 especifica que o limite internacional se inicia do Cabo Doumeira (Ras Doumeira) no mar Vermelho e percorre por 1,5 km ao longo da linha de separação de águas da península. Além disso, o protocolo de 1900 especificava que Île Doumeira (Ilha Doumeira) imediatamente em alto mar e suas ilhotas menores adjacentes não seriam atribuídas soberania e permaneceria desmilitarizada. Djibuti e Eritreia entraram em confronto duas vezes anteriormente pela área de fronteira. Em janeiro de 1935, a Itália e a França assinaram o acordo franco-italiano em que partes da Somália Francesa (Djibuti) foram entregues a Itália (Eritreia). No entanto, a questão da ratificação tem trazido este acordo, e sua disposição de partes substanciais do Djibuti, a Eritreia para a questão. Em abril de 1996, quase entraram em guerra depois que um oficial do Djibuti acusou a Eritreia de bombardear Ras Doumeira.

## Movimentos da Eritreia na região de Ras Doumeira
Em janeiro, a Eritreia teria solicitado para cruzar a fronteira a fim de obter areia para uma estrada, mas em vez disso ocupou uma colina na região. Em 16 de abril, foi relatado pelo Djibuti que a Eritreia teria estabelecido fortificações e escavado trincheiras em ambos os lados da fronteira djibutiana nas proximidades de Ras Doumeira. O Djibuti, em uma carta à Organização das Nações Unidas solicita intervenção, alegando que novos mapas publicados pela Eritreia apresentavam Ras Doumeira como território eritreu. A Eritreia negou ter qualquer problema com o Djibuti.
O primeiro-ministro da Etiópia, Meles Zenawi, disse em 15 de maio que a linha era uma "ameaça para a paz e a segurança de todo o Chifre da África" e afirmou que a Etiópia iria garantir o seu corredor comercial através do Djibuti, no caso de um conflito. A Etiópia tem contado com o Djibuti para o acesso ao Mar Vermelho desde a independência da Eritreia. O presidente da Eritreia, Isaias Afwerki, negou o envio de tropas para a área e acrescentou que não têm qualquer problema com o Djibuti.

## Confrontos armados

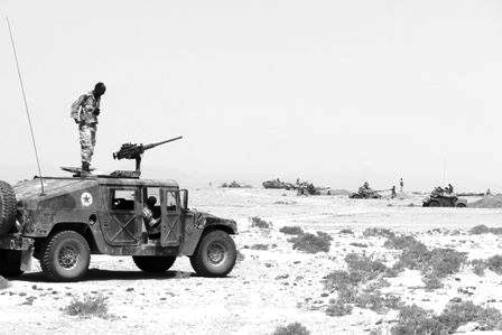
Tropas djibutianas com carros blindados leves, perto da fronteira

Em 10 de junho, de acordo com o Djibuti, vários soldados eritreus abandonaram as suas posições fugindo para o lado djibutiano. As forças jibutianas, em seguida, ficaram sob fogo das forças da Eritreia exigindo o retorno dos desertores. O Djibuti convocou soldados e policiais que haviam se aposentado desde 2004, em resposta aos combates. A Eritreia rejeitou relatos do Djibuti como "anti-eritreus". Um comunicado do Ministério das Relações Exteriores da Eritreia afirmou que não "se envolveria em um convite de querelas e atos de hostilidade" e afirmou que o Djibuti estava tentando arrastar a Eritreia para sua "animosidade inventada". De acordo com coronel francês Ducret, soldados franceses em Djibuti forneceram apoio logístico e médico para o exército djibutiano, bem como proporcionou-lhes inteligência. Os confrontos entre as duas forças teriam continuado por vários dias antes que as forças armadas do Djibuti anunciassem em 13 de junho que os combates acalmaram, mas no mesmo dia, o presidente Guelleh, foi citado pela BBC, dizendo que seu país estava em guerra com a Eritreia.
Quarenta e quatro soldados djibutianos foram mortos e 55 feridos durante os combates. De acordo com estimativas djibutianas, 100 soldados eritreus foram mortos, 100 capturados, e 21 desertaram. O presidente djibutiano Guelleh declarou: "... Nós sempre tivemos boas relações. Mas eles ocuparam de forma agressiva parte do nosso país. Isto é uma agressão, estamos resistindo".

## Consequências
Em 24 de junho de 2008, o Conselho de Segurança das Nações Unidas realizou uma reunião em sua sede em Nova Iorque para escutar uma coletiva da situação, bem como as declarações do primeiro-ministro do Djibuti, Mohamed Dileita, e o embaixador da Eritreia.
A missão de investigação da ONU foi enviada para a região e emitiu um relatório dizendo que o impasse entre o Djibuti e a Eritreia poderia "ter um impacto negativo sobre toda a região e toda a comunidade internacional", observando que enquanto o Djibuti se retirou da área disputada a Eritreia não o fez. A missão de investigação não foi autorizada dentro da Eritreia pelo governo eritreu.
O Conselho de Segurança das Nações Unidas aprovou a Resolução 1862 em 14 de janeiro de 2009, pedindo o diálogo entre os dois países para solucionar a questão pacificamente. O Conselho congratulou a retirada do Djibuti às posições antes de 10 de junho de 2008, e exigiu que a Eritreia fizesse uma retirada semelhante no prazo de cinco semanas da resolução.
No início de junho de 2010, o Djibuti e a Eritreia concordaram em submeter a questão ao Qatar para a mediação, uma medida que recebeu elogios da União Africana.